# Nati nel 1953/Agosto
| Questa pagina contiene informazioni ricavate automaticamente dalle voci biografiche con l'ausilio del template Bio e di un bot. L'aggiornamento è periodico e automatico e ricostruisce completamente la pagina. Se manca una persona in questa lista, sei pregato di non aggiungerla, ma accertati piuttosto che la sua voce biografica contenga il template Bio e che i dati anagrafici siano correttamente compilati. Se il template Bio manca, inseriscilo tu stesso o, in alternativa, metti l'avviso {{tmp\|Bio}} che ne segnala la mancanza. Se i dati riportati sono sbagliati, correggi direttamente la voce biografica; le modifiche saranno visibili in questa lista entro pochi giorni. Per chiarimenti vedi il progetto biografie. La lista contiene solo le 239 persone che sono citate nell'enciclopedia e per le quali è stato implementato correttamente il template Bio. Pagina aggiornata al 18 ago 2025. |

- 1º agosto - Dominique Bilde, politica francese
- 1º agosto - Jan Burke, scrittrice statunitense
- 1º agosto - Robert Cray, chitarrista e cantante statunitense
- 1º agosto - Adrie van Kraay, ex calciatore olandese
- 1º agosto - Doug McKay, allenatore di hockey su ghiaccio, dirigente sportivo e ex hockeista su ghiaccio canadese
- 1º agosto - Paolo Raffaelli, politico e giornalista italiano
- 1º agosto - Keith Taylor, politico e imprenditore britannico († 2022)
- 1º agosto - Franco Tortora, cantante italiano
- 1º agosto - Ugo Tosetto, ex calciatore italiano
- 2 agosto - Marcel Courthiade, linguista e funzionario francese († 2021)
- 2 agosto - Bruno D'Alfonso, fumettista italiano († 2012)
- 2 agosto - Carlo Ambrogio Frigerio, politico italiano († 1997)
- 2 agosto - Peter-Michael Kolbe, canottiere tedesco († 2023)
- 2 agosto - Butch Patrick, attore statunitense
- 2 agosto - Bruce Thornton, latinista e critico letterario statunitense
- 3 agosto - Ian Bairnson, chitarrista britannico († 2023)
- 3 agosto - Anna Laura Braghetti, terrorista e brigatista italiana
- 3 agosto - Marlene Dumas, artista e pittrice sudafricana
- 3 agosto - Bob Gross, ex cestista statunitense
- 3 agosto - Shéu Han, ex calciatore portoghese
- 3 agosto - Gianni Possio, compositore italiano
- 3 agosto - Lucia Travaini, numismatica italiana
- 3 agosto - Eberhard Weise, bobbista tedesco
- 4 agosto - Mark Baldwin, chitarrista e compositore statunitense
- 4 agosto - Hasse Borg, ex calciatore svedese
- 4 agosto - Jack Brand, ex calciatore tedesco
- 4 agosto - Declan Donnellan, regista britannico
- 4 agosto - Jeff Hamilton, batterista statunitense
- 4 agosto - Živko Janevski, compositore di scacchi macedone
- 4 agosto - Zoran Jelikić, ex calciatore jugoslavo
- 4 agosto - Henk Lubberding, ex ciclista su strada olandese
- 4 agosto - Yona Metzger, rabbino israeliano
- 4 agosto - Stanisław Pyjas, patriota polacco († 1977)
- 4 agosto - Joanie Spina, ballerina, coreografa e illusionista statunitense († 2014)
- 4 agosto - Antonio Tajani, politico e giornalista italiano
- 4 agosto - Øivind Tomteberget, ex calciatore norvegese
- 4 agosto - Hiroyuki Usui, allenatore di calcio e ex calciatore giapponese
- 4 agosto - Richard White, attore, tenore e doppiatore statunitense
- 5 agosto - Felice Casson, ex magistrato, politico e saggista italiano
- 5 agosto - Michael Doyle, politico statunitense
- 5 agosto - Stan Lane, ex wrestler statunitense
- 5 agosto - András Ligeti, direttore d'orchestra e violinista ungherese († 2021)
- 5 agosto - Jerzy Mazur, vescovo cattolico e missionario polacco
- 5 agosto - Stefano Pellegrini, calciatore italiano († 2018)
- 5 agosto - Rubén Rodríguez, ex cestista portoricano
- 6 agosto - Karl Anderson, dirigente sportivo e ex sciatore alpino statunitense
- 6 agosto - Anatolij Bykov, ex lottatore sovietico
- 6 agosto - Giuseppe Consagno, giocatore di biliardo italiano
- 6 agosto - Stella Maessen, cantante olandese
- 6 agosto - Janet Newberry, ex tennista statunitense
- 7 agosto - Anelio Bocci, ex maratoneta italiano
- 7 agosto - Giancarlo Bozzo, autore televisivo italiano
- 7 agosto - Lesley Nicol, attrice inglese
- 7 agosto - Gene Short, cestista statunitense († 2016)
- 7 agosto - Guy André Marie de Kérimel, arcivescovo cattolico francese
- 8 agosto - Lloyd Austin, generale e politico statunitense
- 8 agosto - Rolf Beilschmidt, ex altista tedesco orientale
- 8 agosto - Daniel A. Dombrowski, filosofo statunitense
- 8 agosto - Nigel Mansell, ex pilota automobilistico britannico
- 8 agosto - Chiara Moretti, attrice italiana († 2023)
- 8 agosto - Don Most, attore, doppiatore e umorista statunitense
- 8 agosto - Aleksandr Podrabinek, giornalista e attivista russo
- 9 agosto - Candace Glendenning, attrice britannica
- 9 agosto - Alf Humphreys, attore canadese († 2018)
- 9 agosto - Clemente Mimun, giornalista e conduttore televisivo italiano
- 9 agosto - Eduardo Montefusco, imprenditore italiano
- 9 agosto - Ludo Peeters, ex ciclista su strada e pistard belga
- 9 agosto - Sandra Pierantozzi, politica palauana
- 9 agosto - Hristo Plačkov, sollevatore bulgaro († 2009)
- 9 agosto - Margreet van Putten, ex cestista olandese
- 9 agosto - Michael Russell, politico scozzese
- 9 agosto - Kay Arne Stenshjemmet, ex pattinatore di velocità su ghiaccio norvegese
- 9 agosto - Jean Tirole, economista francese
- 10 agosto - Mark Doty, poeta statunitense
- 10 agosto - Michel Laurent, ex ciclista su strada francese
- 10 agosto - Wolfgang Müller, attore e doppiatore tedesco
- 10 agosto - Jane Stratton, ex tennista statunitense
- 11 agosto - Chen Danqing, pittore, scrittore e critico d'arte cinese
- 11 agosto - Neil Cockle, tastierista e compositore britannico
- 11 agosto - Danilo Errico, generale italiano
- 11 agosto - Hulk Hogan, wrestler e attore statunitense († 2025)
- 11 agosto - Elisabeth Mayrhofer, ex cestista austriaca
- 11 agosto - Wijda Mazereeuw, ex nuotatrice olandese
- 11 agosto - José Rodríguez Carballo, arcivescovo cattolico spagnolo
- 11 agosto - Maurizio Ronconi, politico italiano
- 11 agosto - Susana Sandoval, ex cestista boliviana
- 11 agosto - Rolly Woolsey, ex giocatore di football americano statunitense
- 12 agosto - Dave Arseneault, allenatore di pallacanestro statunitense
- 12 agosto - Rolland Courbis, allenatore di calcio e ex calciatore francese
- 12 agosto - Giovanni De Lucia, attore italiano
- 12 agosto - Italo Florio, ex calciatore italiano
- 12 agosto - Antonio Gaglione, politico italiano
- 12 agosto - Carlos Mesa, politico boliviano
- 12 agosto - Abdul Salaam, giocatore di football americano statunitense († 2024)
- 13 agosto - Carla Bodendorf, ex velocista tedesca
- 13 agosto - Philippe Bouchet, biologo francese
- 13 agosto - Ron, cantautore e musicista italiano
- 13 agosto - Kristalina Georgieva, economista e politica bulgara
- 13 agosto - Carmen Posadas, scrittrice uruguaiana
- 13 agosto - Francesco Radio, allenatore di calcio e ex calciatore italiano
- 13 agosto - Aurel Rădulescu, calciatore rumeno († 1979)
- 13 agosto - Peter Reif, pilota di rally austriaco
- 13 agosto - Dana Schoenfield, ex nuotatrice statunitense
- 14 agosto - Néstor Cerpa Cartolini, rivoluzionario peruviano († 1997)
- 14 agosto - Tom DiCillo, regista, sceneggiatore e direttore della fotografia statunitense
- 14 agosto - James Horner, compositore e direttore d'orchestra statunitense († 2015)
- 14 agosto - Reidar Lund, ex calciatore norvegese
- 14 agosto - Ulla Meinecke, cantante e scrittrice tedesca
- 14 agosto - Raymond Washington, criminale statunitense († 1979)
- 15 agosto - Rigoberto Cisneros, ex calciatore messicano
- 15 agosto - Bill Collins, cestista statunitense († 2008)
- 15 agosto - Brendan Croker, cantautore, chitarrista e compositore britannico († 2023)
- 15 agosto - Wolfgang Hohlbein, scrittore tedesco
- 15 agosto - Yuki Kazamatsuri, attrice giapponese
- 15 agosto - Kōstas Missas, ex cestista e allenatore di pallacanestro greco
- 15 agosto - Joaquín Montañés, ex calciatore spagnolo
- 15 agosto - Hamilton Mourão, politico brasiliano
- 15 agosto - Alan North, pilota motociclistico sudafricano
- 15 agosto - Sofka Popova, ex velocista bulgara
- 15 agosto - Carol Thatcher, giornalista, personaggio televisivo e scrittrice britannica
- 15 agosto - Mark Thatcher, imprenditore e pilota automobilistico britannico
- 16 agosto - Enrico Alleva, etologo italiano
- 16 agosto - Raphaël Aubert, scrittore e giornalista svizzero
- 16 agosto - Stuart Baxter, allenatore di calcio e ex calciatore scozzese
- 16 agosto - Vincent Curatola, attore statunitense
- 16 agosto - Kathie Lee Gifford, conduttrice televisiva, cantante e attrice statunitense
- 16 agosto - Georg Friedrich Haas, compositore austriaco
- 16 agosto - Wilfried Hartung, ex nuotatore tedesco orientale
- 16 agosto - José Augusto, cantante e compositore brasiliano
- 16 agosto - Mark Liveric, ex calciatore jugoslavo
- 16 agosto - David Gerard O'Connell, vescovo cattolico irlandese († 2023)
- 16 agosto - Caitlin O'Heaney, attrice statunitense
- 16 agosto - Walter Olivera, ex calciatore uruguaiano
- 16 agosto - Franco Peccenini, dirigente sportivo e ex calciatore italiano
- 16 agosto - Evelino Pidò, direttore d'orchestra italiano
- 17 agosto - Zera Iacob Amhà Selassié, nobile etiope
- 17 agosto - Paolo Borella, giornalista e conduttore radiofonico italiano
- 17 agosto - Giorgio Gallione, regista e drammaturgo italiano
- 17 agosto - Joseph Kamga, ex calciatore camerunese
- 17 agosto - Jaroslav Kantůrek, ex cestista e allenatore di pallacanestro cecoslovacco
- 17 agosto - Dragan Kićanović, ex cestista jugoslavo
- 17 agosto - Andreas Kirchner, bobbista tedesco († 2010)
- 17 agosto - Vlastibor Klimeš, ex cestista e allenatore di pallacanestro cecoslovacco
- 17 agosto - Herta Müller, scrittrice, saggista e poetessa tedesca
- 17 agosto - Kevin Rowland, cantante e musicista britannico
- 17 agosto - Robert Thirsk, ex astronauta e medico canadese
- 17 agosto - Alan Wooler, calciatore inglese († 2022)
- 18 agosto - Sabatino Aracu, politico e dirigente sportivo italiano
- 18 agosto - Beatriz Paredes Rangel, politica messicana
- 18 agosto - David Benoit, pianista e compositore statunitense
- 18 agosto - Francesco Bogliari, editore e giornalista italiano
- 18 agosto - Sefedin Braho, calciatore albanese († 2024)
- 18 agosto - Sergio Castellitto, attore, regista e sceneggiatore italiano
- 18 agosto - Patrick Cowdell, ex pugile britannico
- 18 agosto - Louie Gohmert, politico statunitense
- 18 agosto - Ma Jian, scrittore cinese
- 18 agosto - Dobrosława Miodowicz-Wolf, alpinista polacca († 1986)
- 19 agosto - Nanni Moretti, regista, attore e sceneggiatore italiano
- 19 agosto - Ingrid D. Rowland, italianista statunitense
- 20 agosto - Eugenio Baresi, antiquario e politico italiano
- 20 agosto - Fong Fei-Fei, cantante taiwanese († 2012)
- 20 agosto - Abdelmajid Dolmy, calciatore marocchino († 2017)
- 20 agosto - Kazimierz Gurda, vescovo cattolico polacco
- 20 agosto - Peter Horton, attore, regista e sceneggiatore statunitense
- 20 agosto - Wolfgang Kraus, ex calciatore tedesco
- 20 agosto - Romeo Sacchetti, ex cestista e allenatore di pallacanestro italiano
- 20 agosto - Terry Thomas, cestista statunitense († 1998)
- 21 agosto - Cary Adgate, ex sciatore alpino statunitense
- 21 agosto - Jesús Cordovez, allenatore di pallacanestro venezuelano
- 21 agosto - Gérard Janvion, allenatore di calcio e ex calciatore francese
- 21 agosto - Edgar Moreira da Cunha, vescovo cattolico brasiliano
- 21 agosto - Massimo Palanca, ex calciatore italiano
- 21 agosto - Marco Sciaccaluga, regista teatrale, attore e pedagogo italiano († 2021)
- 21 agosto - Dominique Sénéquier, imprenditrice francese
- 21 agosto - Ivan Stang, scrittore, conduttore radiofonico e regista cinematografico statunitense
- 22 agosto - Boško Đorđević, ex calciatore jugoslavo
- 22 agosto - Paul Ellering, ex wrestler e dirigente sportivo statunitense
- 22 agosto - Mauro Guerrini, bibliotecario italiano
- 22 agosto - Walter Lübcke, politico tedesco († 2019)
- 22 agosto - Colin Morris, allenatore di calcio e ex calciatore inglese
- 22 agosto - Kevin O'Neill, fumettista britannico († 2022)
- 22 agosto - Ángel Padrón, ex cestista cubano
- 22 agosto - Valeria Rossella, poetessa italiana
- 22 agosto - Fumio Saitō, cestista giapponese († 2019)
- 22 agosto - Evelyn Thomas, cantante statunitense († 2024)
- 23 agosto - Bolaji Badejo, attore nigeriano († 1992)
- 23 agosto - Hans Klinkhammer, ex calciatore tedesco
- 23 agosto - Artūras Paulauskas, politico lituano
- 23 agosto - John Rocha, stilista irlandese
- 23 agosto - Randy Williams, ex lunghista statunitense
- 24 agosto - Sascha Anderson, scrittore e editore tedesco
- 24 agosto - Roberto Bonetto, imprenditore e dirigente sportivo italiano
- 24 agosto - Sam Torrance, golfista scozzese
- 24 agosto - Elfi Zinn, ex mezzofondista tedesca orientale
- 25 agosto - Beppe Cantarelli, compositore, cantante e arrangiatore italiano
- 25 agosto - Maurizio Malvestiti, vescovo cattolico italiano
- 25 agosto - Andre McCarter, ex cestista e allenatore di pallacanestro statunitense
- 25 agosto - Marco Montelatici, ex pesista italiano
- 26 agosto - Jochen Babock, bobbista tedesco
- 26 agosto - Paolo Di Lauro, mafioso italiano
- 26 agosto - Maria das Graças Silva Foster, dirigente d'azienda e ingegnera brasiliana
- 26 agosto - David Hurley, politico e generale australiano
- 26 agosto - Edward Lowassa, politico tanzaniano († 2024)
- 26 agosto - Carlo Ruta, storico e saggista italiano
- 26 agosto - Pat Thrall, chitarrista statunitense
- 27 agosto - Jørn Didriksen, ex pattinatore di velocità su ghiaccio norvegese
- 27 agosto - Alex Lifeson, chitarrista e compositore canadese
- 27 agosto - Zoran Lilić, politico serbo
- 27 agosto - Françoise Quiblier, ex cestista francese
- 27 agosto - Marshall Rogers, cestista statunitense († 2011)
- 27 agosto - Peter Stormare, attore e cantante svedese
- 27 agosto - Michael Wolff, giornalista, scrittore e saggista statunitense
- 28 agosto - Bob Avellini, giocatore di football americano statunitense († 2024)
- 28 agosto - Teresa Almeida Garrett, politica portoghese
- 28 agosto - Flavio Caselli, politico italiano († 2015)
- 28 agosto - Ernesto Cima, cestista italiano († 2001)
- 28 agosto - Ditmar Jakobs, ex calciatore tedesco occidentale
- 28 agosto - Tõnu Kaljuste, direttore d'orchestra estone
- 28 agosto - Justo Navarro, scrittore e poeta spagnolo
- 28 agosto - Roberto Ricchini, allenatore di pallacanestro italiano
- 28 agosto - Mark Stahl, ex calciatore statunitense
- 29 agosto - Roberto Alessi, giornalista italiano
- 29 agosto - David Boaz, politologo statunitense († 2024)
- 29 agosto - Rick Downey, batterista, produttore discografico e tecnico del suono statunitense
- 29 agosto - Bob Guyette, ex cestista statunitense
- 29 agosto - Richard Harding, ex rugbista a 15 e imprenditore britannico
- 29 agosto - Nancy Holder, scrittrice statunitense
- 29 agosto - Joël Houssin, sceneggiatore e scrittore francese († 2022)
- 30 agosto - Mauro Boselli, fumettista e curatore editoriale italiano
- 30 agosto - María Luisa Carcedo, politica spagnola
- 30 agosto - Andrew Culver, compositore e programmatore canadese
- 30 agosto - Orlando Johnson, cantante statunitense
- 30 agosto - Lech Majewski, regista, scrittore e pittore polacco
- 30 agosto - Robert Parish, ex cestista e allenatore di pallacanestro statunitense
- 30 agosto - Fiorenzo Zanella, ex tiratore a segno italiano
- 31 agosto - Miguel Ángel Guerra, ex pilota automobilistico argentino
- 31 agosto - Marcia Clark, avvocatessa e scrittrice statunitense
- 31 agosto - Pavel Vladimirovič Vinogradov, cosmonauta russo
- 31 agosto - Dave Weldon, politico e medico statunitense